# Mexicaanse Amerikanen
Mexicaanse Amerikanen (Engels: Mexican-Americans, Spaans: México-estadounidenses), ook wel Chicano's, zijn Mexicanen woonachtig in de Verenigde Staten of Amerikanen van Mexicaanse afkomst. Volgens de Amerikaanse census hebben 36,3 miljoen Amerikanen 'Mexicaans' als afkomst gegeven.

## Nomenclatuur
Mexicaanse Amerikanen vallen onder de Hispanics, inwoners van de Verenigde Staten die van Ibero-Amerikaanse afkomst zijn. Zij vormen het grootste deel van de Hispanics: 64%. De Mexicaans-Amerikanen worden ook wel chicano's genoemd. De herkomst van deze term is niet geheel duidelijk. Rond 1930 is het woord voor het eerst gesignaleerd. Vermoedelijk is de term afkomstig van Nahuatl-sprekende immigranten uit Morelos die de 'x' in Mexico uitspraken als 'sh', en zichzelf 'Meshicanos' noemden. Dit is later verbasterd tot chicano's. Chicano was oorspronkelijk een scheldwoord, maar wordt sinds omstreeks 1960 door Mexicaans-Amerikanen gebruikt als geuzennaam. De vrouwelijke variant van chicano is chicana, en in politiek correct taalgebruik worden chicano's wel met de term chican@s aangeduid, waarbij het geslacht in het midden wordt gelaten.
Mexicaanse Amerikanen uit Californië noemen zich soms Californio's en uit Texas Tejano's, hoewel deze termen meestal alleen de Spaanstalige inwoners betreffen die afstammen van personen die beide staten al bewoonden voor de verovering of annexatie door de Verenigde Staten.

## Geschiedenis
Mexicanen, of althans hun voorgangers, leven al meer dan vierhonderd jaar in het gebied dat nu de Verenigde Staten is. In 1598 stichtten de Spanjaarden hun eerste kolonie in Nieuw-Mexico, en breidden gedurende de daarop volgende twee eeuwen hun invloedssfeer uit over grote delen van het westen en zuiden van de Verenigde Staten. In 1821, na de Mexicaanse Onafhankelijkheidsoorlog, kwamen deze gebieden onder Mexicaans bestuur te staan.
In de 19e eeuw veroverden de Verenigde Staten onder invloed van manifest destiny het noorden van Mexico. In 1835 verklaarde Texas, dat sinds 1821 bij Mexico hoorde, zich onafhankelijk en werd tien jaar later geannexeerd door de Verenigde Staten. Tussen 1846 en 1848 vond de Mexicaans-Amerikaanse Oorlog plaats, die culmineerde in de Vrede van Guadalupe Hidalgo waarbij Mexico een immens gebied moest afstaan, en in 1853 verkocht Mexico bij de Gadsdenaankoop nog eens een strook land aan de Verenigde Staten. Mexicanen die nu in de Verenigde Staten kwamen te wonen kregen de mogelijkheid de Amerikaanse nationaliteit aan te nemen, maar mochten ook hun Mexicaanse nationaliteit houden. Volgens verdragen zouden de eigendomsrechten van de Mexicanen gerespecteerd worden. Daar de Amerikaanse overheid oude Spaanse en Mexicaanse eigendomsrechten die niet op schrift waren vastgelegd niet erkende viel al snel een groot gedeelte van het land in handen van Anglo-Amerikanen. In Texas waren Mexicanen al voor 1835 een minderheid door de instroom van Anglo-Amerikaanse migranten, maar na de goldrush in Californië van na 1848 stroomden de Amerikanen ook dit gebied binnen, zodat al kort na de verovering de Mexicaanse bevolking al snel een onderdrukte groep werd. De Jim Crow-wetten voor de Afro-Amerikanen werden in de praktijk ook vaak op Mexicaans-Amerikanen toegepast. Sommigen, waaronder Joaquín Murrieta en Tiburcio Vásquez kozen ervoor de Anglo-Amerikanen geheel te verwerpen en zochten hun toevlucht in banditisme, maar de meesten schikten in hun lot.
Aan het eind van de 19e eeuw zorgde de aantrekkende Amerikaanse industrie voor een groeiende stroom immigranten, die na de Mexicaanse Revolutie werd aangevuld met Mexicanen die het oorlogsgewoel wilden ontvluchten. Tijdens de grote depressie en de Tweede Wereldoorlog nam het racisme tegenover de Mexicaans-Amerikanen toe. In 1943 vonden de zogenaamde Zoot Suit Riots plaats, die uitliepen in gevechten tussen mariniers en pachuco's, Mexicanen die zich opzettelijk opzichtig kleedden om zich af te zetten tegen de Amerikanen. Desalniettemin groeide met de Tweede Wereldoorlog ook de vraag naar Mexicaanse immigranten, daar veel Amerikaanse arbeidskrachten overzee de asmogendheden bevochten. In 1942 tekenden de Mexicaanse en Amerikaanse regering het braceroverdrag, waarin Mexicanen werden uitgenodigd naar de Verenigde Staten om het tekort aan arbeidskrachten in te vullen. Na de oorlog bleef het verdrag bestaan, hoewel het tekort aan arbeidskrachten werd opgevuld, en de legale immigranten werden op den duur aangevuld met illegale. In 1954 voerde de Amerikaanse immigratiedienst "Operatie Wetback" uit, waarbij 80.000 illegale Mexicanen werden gedeporteerd.
De jaren 60 waren de tijd van emancipatiebewegingen, die ook aan de Mexicaans-Amerikanen niet voorbijgingen. Hun belangrijkste eisen waren respect voor de burgerrechten van Mexicaans-Amerikanen en een fatsoenlijke behandeling en betaling op de arbeidsmarkt. Beroemd is vooral de druivenstaking van Delano geworden, die begon in 1955 en drie jaar duurde. Mexicaans-Amerikaanse druivenplukkers legden het werk neer en eisten dat zij minstens het minimumloon kregen. Door een goedgeorganiseerde steuncampagne werd voldoende geld verzameld om de stakers jarenlang in hun levensonderhoud te voorzien, zodat de werkgevers uiteindelijk moesten toegeven. De staking was georganiseerd door de National Farm Workers Association van César Chávez (1927-1993), die het boegbeeld werd van de Mexicaans-Amerikaanse burgerrechtenbeweging. Mexicaans-Amerikanen streden ook voor meer politieke vertegenwoordiging, hoewel het nog tot de jaren 90 zou duren voordat de eerste Mexicaans-Amerikanen op het politieke voorplan traden.
De burgerrechtenbeweging werd gevormd door culturele emancipatie, waarin vooral MEChA en La Raza zich hebben onderscheiden. Deze organisatie werd opgericht door Rodolfo "Corky" Gonzales (1928-2005). MEChA is vooral populair onder jongeren, en kreeg al snel een spirituele inslag. MEChA eiste namens de Mexicaans-Amerikanen het erfgoed van Aztlan op, de mythologische plaats waarvan de Azteken vandaan zouden zijn gekomen en die volgens historici vermoedelijk ergens in de Verenigde Staten zou hebben gelegen. De culturele activisten lieten zich inspireren door de Mexicaanse filosoof José Vasconcelos (1882-1959) die in zijn essay La Raza Cosmica (Het kosmische ras) in 1925 had betoogd dat de mesties de toekomst zou toebehoren, daar het de beste eigenschap van de bestaande rassen zou combineren. De aanhangers van Vasconcelos zetten daarmee het racisme dat vijandig stond tegenover rassenvermenging dat onder veel Amerikanen nog steeds bestond op zijn kop. Veel Mexicaans-Amerikanen beschouwden hun situatie als parallel op de situatie van de mestiezen na de Spaanse verovering: zoals de mestiezen zowel Indiaans als Spaans waren, maar tegelijkertijd noch Indiaans noch Spaans waren, zijn de Mexicaans-Amerikanen zowel Mexicaans als Amerikaans maar tegelijkertijd veel van beiden. Een radicale onderstroom verwierp echter de Spaanse erfenis en beschouwden zichzelf Indiaans. Zij zouden daarmee oudere rechten hebben dan de (Anglo-)Amerikanen. De radicaalsten onder hen gingen zover zich te willen afscheiden van de Verenigde Staten en een onafhankelijke staat 'Aztlán' te stichten.
Toen de Mexicaanse economie in de jaren 80 instortte nam de migratie naar de Verenigde Staten, zowel legaal als illegaal, verder toe, evenals de weerstand daartegen. Hoewel in 1994 de twee landen samen met Canada de Noord-Amerikaanse Vrijhandelsovereenkomst (NAFTA) tekenden werd in hetzelfde jaar begonnen met de aanleg van barrières op de grens, zodat veel immigranten zich gedwongen zagen de grens over te steken door de woestijn met gevaar voor eigen leven. In tegenstelling tot wat gehoopt werd, bleek de NAFTA immigratie alleen nog maar aan te zwengelen. Sinds 2000 emigreren per jaar zo'n 700.000 Mexicanen naar de Verenigde Staten waarvan naar schatting een half miljoen illegaal. Het opsturen van geld van Mexicaanse Amerikanen naar achterblijvers in Mexico levert inmiddels een niet onbelangrijke bijdragen aan de Mexicaanse economie. Sommige gebieden, met name in Zacatecas en Oaxaca zijn financieel afhankelijk geworden van geld uit de Verenigde Staten. Tegelijkertijd zorgt deze geldstroom en Mexicaans-Amerikanen die contact blijven houden met Mexicaanse familieleden ervoor dat steeds meer Mexicanen de sprong wagen.
Een aanpassing van de immigratiewetten en uitbreiding van de grensbarrière brachten de migratie van Mexicanen naar de Verenigde Staten in 2006 weer op het politieke voorplan.

## Demografie
Mexicaanse Amerikanen zijn uiteraard het sterkst vertegenwoordigd in de Zuidwestelijke Verenigde Staten, in het gebied dat grenst aan Mexico en er vroeger onderdeel van was, maar groeit ook sterk buiten dat gebied, met name in de stedelijke gebieden van New York, Washington D.C. en Philadelphia. De staat met de meeste Mexicaans-Amerikanen in absolute cijfers is Californië, en in procenten van de totale bevolking New Mexico. Los Angeles geldt als de grootste Mexicaanse stad buiten Mexico.
De meeste Mexicaanse Amerikanen zijn Rooms-katholiek. De meest gesproken talen zijn Engels en Spaans. In Mexicaans-Amerikaanse gemeenschap hebben zich van zowel Spaans als Engels verschillende taalvarianten gevormd. Bekend is het Spanglish, een mengvorm van Engels en Spaans, maar ook het 'gewone' Spaans van de Mexicaans-Amerikanen wijkt op punten af van het Spaans zoals dat in Mexico wordt gesproken. In sommige Mexicaanse Amerikaanse gemeenschappen waar veel immigranten van inheemse afkomst leven worden ook wel inheemse talen gesproken, vooral Mixteeks en Nahuatl. Deze laatste taal wordt ook wel gesproken door Mexicaans-Amerikanen die niet van inheemse afkomst zijn als politiek symbool.
De meeste Mexicaanse Amerikanen, en dan vooral de illegalen, zijn werkzaam als laagbetaalde arbeidskrachten. Lopendebandwerk, het plukken en oogsten in de landbouw en de dienstensector zijn veelvoorkomende bedrijfstakken.